# Université pontificale catholique de Rio de Janeiro
L'université pontificale catholique de Rio de Janeiro (en portugais : Pontificia Universidade Católica do Rio de Janeiro, ou PUC-Rio) est une université catholique située dans le district de Gavea de Rio de Janeiro, au Brésil. Aujourd'hui, elle est reconnue comme l'une des meilleures et des plus prestigieuses universités d'Amérique latine. Le Times Higher Education a considéré la PUC-Rio comme la meilleure université privée du Brésil en 2022. Le 9 mai 2018, le Times Higher Education Emerging Economies University Rankings a classé l'université au 3e rang des meilleures universités du pays.

## Photo

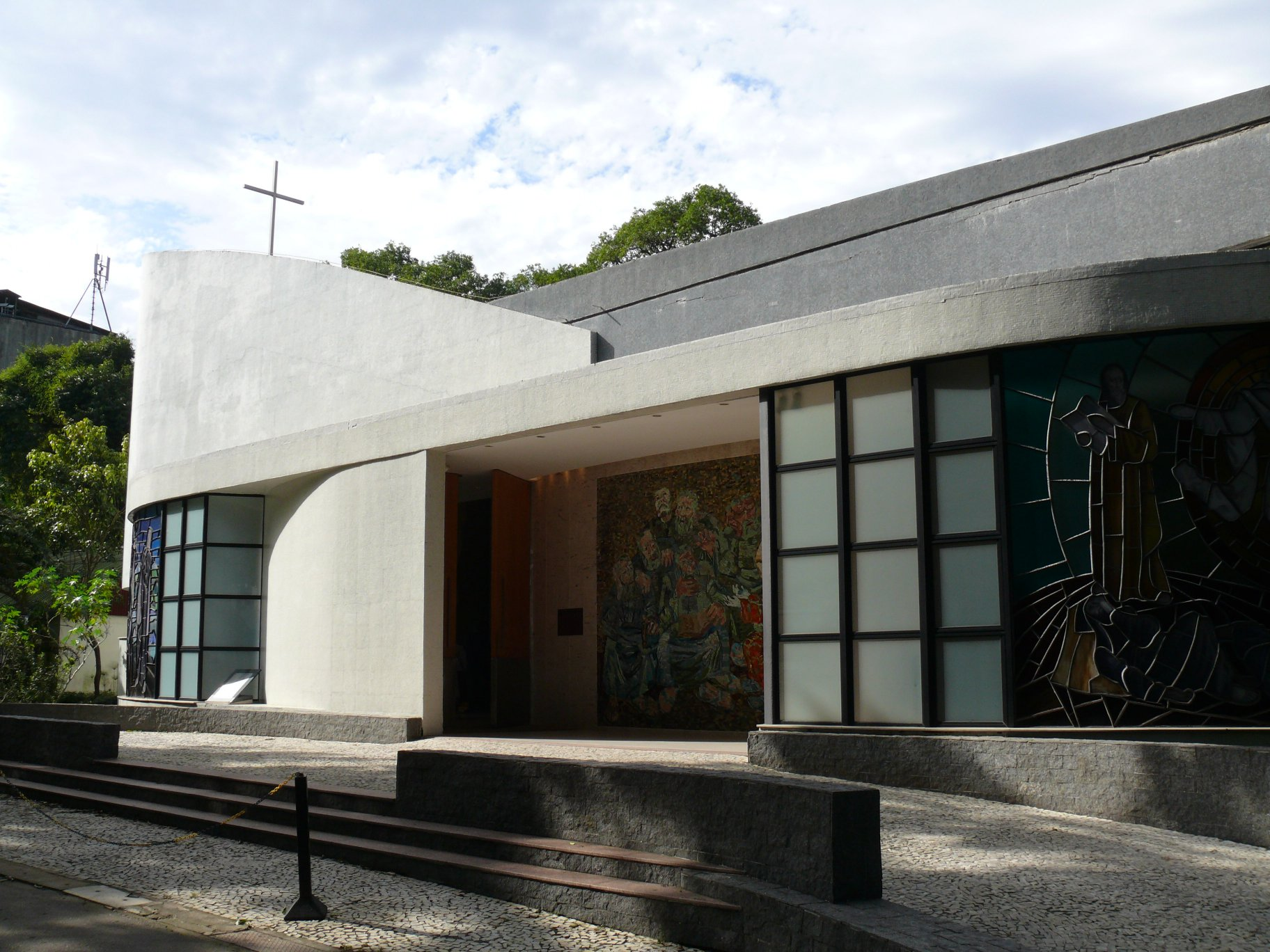
L'église du Sacré-Cœur de l'université.

## Présentation
L'université a été fondée en 1940 ; elle a reçu le titre d'université pontificale par décret de la Compagnie de Jésus du 20 janvier 1947.
Avec environ 10 000 étudiants de premier cycle, 2 500 étudiants de second cycle et 5 000 étudiants post-doctoraux, PUC-Rio est internationalement reconnue comme l'une des cinq principales universités du Brésil et une des deux meilleures à Rio de Janeiro dans les domaines du droit, en génie industriel, psychologie, économie, affaires et relations internationales.
L'université pontificale catholique de Rio de Janeiro a été un des pionniers dans l'enseignement de l'entrepreneuriat.